# Singoli al numero uno in Europa nel 2006
Lista delle canzoni alla posizione numero uno della Eurochart Hot 100 Singles del 2006.
| Issue Date   | Canzone                     | Artista                                                                  |
| ------------ | --------------------------- | ------------------------------------------------------------------------ |
| 7 gennaio    | "Hung Up"                   | Madonna                                                                  |
| 14 gennaio   | "Hung Up"                   | Madonna                                                                  |
| 21 gennaio   | "Hung Up"                   | Madonna                                                                  |
| 28 gennaio   | "Hung Up"                   | Madonna                                                                  |
| 4 febbraio   | "Hung Up"                   | Madonna                                                                  |
| 11 febbraio  | "Hung Up"                   | Madonna                                                                  |
| 18 febbraio  | "Run It!"                   | Chris Brown featuring Juelz Santana                                      |
| 25 febbraio  | "Run It!"                   | Chris Brown featuring Juelz Santana                                      |
| 4 marzo      | "Nasty Girl"                | Notorious B.I.G. featuring P. Diddy, Nelly, Jagged Edge, and Avery Storm |
| 11 marzo     | "Sorry"                     | Madonna                                                                  |
| 18 marzo     | "Sorry"                     | Madonna                                                                  |
| 25 marzo     | "Sorry"                     | Madonna                                                                  |
| 1º aprile    | "Sorry"                     | Madonna                                                                  |
| 8 aprile     | "So Sick"                   | Ne-Yo                                                                    |
| 15 aprile    | "So Sick"                   | Ne-Yo                                                                    |
| 22 aprile    | "Temperature"               | Sean Paul                                                                |
| 29 aprile    | "Because of You"            | Kelly Clarkson                                                           |
| 6 maggio     | "SOS"                       | Rihanna                                                                  |
| 13 maggio    | "SOS"                       | Rihanna                                                                  |
| 20 maggio    | "SOS"                       | Rihanna                                                                  |
| 27 maggio    | "Hips Don't Lie"            | Shakira featuring Wyclef Jean                                            |
| 3 giugno     | "Hips Don't Lie"            | Shakira featuring Wyclef Jean                                            |
| 10 giugno    | "Crazy"                     | Gnarls Barkley                                                           |
| 17 giugno    | "Hips Don't Lie"            | Shakira featuring Wyclef Jean                                            |
| 24 giugno    | "Hips Don't Lie"            | Shakira featuring Wyclef Jean                                            |
| 1º luglio    | "Hips Don't Lie"            | Shakira featuring Wyclef Jean                                            |
| 8 luglio     | "Hips Don't Lie"            | Shakira featuring Wyclef Jean                                            |
| 15 luglio    | "Hips Don't Lie"            | Shakira featuring Wyclef Jean                                            |
| 22 luglio    | "Hips Don't Lie"            | Shakira featuring Wyclef Jean                                            |
| 29 luglio    | "Hips Don't Lie"            | Shakira featuring Wyclef Jean                                            |
| 5 agosto     | "Hips Don't Lie"            | Shakira featuring Wyclef Jean                                            |
| 12 agosto    | "Hips Don't Lie"            | Shakira featuring Wyclef Jean                                            |
| 19 agosto    | "Hips Don't Lie"            | Shakira featuring Wyclef Jean                                            |
| 26 agosto    | "Hips Don't Lie"            | Shakira featuring Wyclef Jean                                            |
| 2 settembre  | "Hips Don't Lie"            | Shakira featuring Wyclef Jean                                            |
| 9 settembre  | "Hips Don't Lie"            | Shakira featuring Wyclef Jean                                            |
| 16 settembre | "SexyBack"                  | Justin Timberlake                                                        |
| 23 settembre | "SexyBack"                  | Justin Timberlake                                                        |
| 30 settembre | "SexyBack"                  | Justin Timberlake                                                        |
| 7 ottobre    | "SexyBack"                  | Justin Timberlake                                                        |
| 14 ottobre   | "I Don't Feel Like Dancin'" | Scissor Sisters                                                          |
| 21 ottobre   | "I Don't Feel Like Dancin'" | Scissor Sisters                                                          |
| 28 ottobre   | "I Don't Feel Like Dancin'" | Scissor Sisters                                                          |
| 4 novembre   | "I Don't Feel Like Dancin'" | Scissor Sisters                                                          |
| 11 novembre  | "I Don't Feel Like Dancin'" | Scissor Sisters                                                          |
| 18 novembre  | "I Don't Feel Like Dancin'" | Scissor Sisters                                                          |
| 25 novembre  | "I Don't Feel Like Dancin'" | Scissor Sisters                                                          |
| 2 dicembre   | "Smack That"                | Akon featuring Eminem                                                    |
| 9 dicembre   | "Patience"                  | Take That                                                                |
| 16 dicembre  | "Patience"                  | Take That                                                                |
| 23 dicembre  | "Patience"                  | Take That                                                                |
| 30 dicembre  | "Patience"                  | Take That                                                                |